# Township 8 (Arkansas)
Le township 8 est l'un des treize townships du comté de Benton, en Arkansas, aux États-Unis.